# یزن النعیمات
یزن النعیمات (انگلیسی: Yazan Al-Naimat؛ زادهٔ ۴ ژوئن ۱۹۹۹) بازیکن فوتبال اهل اردن است.
وی همچنین در تیم‌های ملی فوتبال زیر ۲۳ سال اردن و اردن بازی کرده‌است.